# 日本体育・スポーツ・健康学会
一般社団法人日本体育・スポーツ・健康学会（にほんたいいく・スポーツ・けんこうがっかい、英文名称：Japan Society of Physical Education, Health and Sport Sciences）、通称日本体育学会（にほんたいいくがっかい）は、体育・スポーツ科学領域の研究を促進するために1950年に設立された団体である。以前は文部科学省所管の社団法人であったが、公益法人制度改革に伴い一般社団法人へ移行した。
日本体育協会（2018年に「日本スポーツ協会」に改称）とは別の組織である。

## 概要
「体育に関するあらゆる科学的研究をなし，体育学の発達をはかり，体育の実践に寄与する」を目的として1950年に日本体育学会として設立された。
2023年時点では「体育・スポーツ・健康に関わる諸活動を通じた個人の幸福と公平かつ公正な共生社会の実現に寄与する」ことを目的としている。
任意学術団体として活動していたが2002年6月に社団法人の認可を受け、2008年の公益法人制度改革に伴い一般社団法人に移行した。
2021年4月1日付けで日本体育学会から日本体育・スポーツ・健康学会に名称を変更した。